# 500 km di Bridgehampton
La 500 km di Bridgehampton è stata una corsa automobilistica di velocità in circuito.

## Albo d'oro
Dati relativi al solo Campionato del mondo sportprototipi.
| Anno | Nome                       | Piloti                      | Vettura   | Resoconto |
| ---- | -------------------------- | --------------------------- | --------- | --------- |
| 1962 | 400 km Bridgehampton       | Pedro Rodríguez             | Ferrari   | Resoconto |
| 1962 | 400 km Bridgehampton GT2.0 | Bob Holbert                 | Porsche   | Resoconto |
| 1963 | 500 km Bridgehampton GT    | Dan Gurney                  | Shelby    | Resoconto |
| 1964 | 500 km Bridgehampton       | Walt Hansgen                | Scarab    | Resoconto |
| 1964 | 500 km Bridgehampton 2.0   | Joe Buzzetta Bill Wuesthoff | Porsche   | Resoconto |
| 1965 | 500 km Bridgehampton       | Hap Sharp                   | Chaparral | Resoconto |
| 1965 | 500 km Bridgehampton 2.0   | Herb Wetanson               | Porsche   | Resoconto |